# Шуберт, Франц Антон
Франц Антон Шуберт (нем. Franz Anton Schubert; 20 июля 1768, Дрезден — 5 марта 1827, Дрезден) — немецкий композитор. Отец Франсуа Шуберта, дед Георгины Шуберт.
В 1786 г. поступил в Саксонскую придворную капеллу как контрабасист. В дальнейшем работал преимущественно как церковный композитор, завоевав значительную популярность. В 1807 г. получил должность музикмейстера, включавшую дирижёрские и педагогические обязанности и поставившую его, как указывает Р. Айтнер, на вторую ступень в дрезденской музыкальной иерархии после музикдиректора Карла Марии Вебера. В 1814—1815 гг. дважды дирижировал мессами Яна Дисмаса Зеленки, сохраняя имя композитора от забвения.
Среди сочинений Шуберта — опера «Два галерных раба, или Мельница Сент-Олдервон» (нем. Die beiden Galeeren-Sclaven oder Die Mühle von Saint-Aldervon; 1823), различные вокальные сочинения. В настоящее время, однако, Шуберт известен благодаря казусу 1817 года: музыкальное издательство Breitkopf & Härtel по ошибке вернуло 48-летнему композитору отклонённую рукопись песни 20-летнего Франца Петера Шуберта «Лесной царь», на что дрезденский Шуберт посчитал нужным ответить издательству: «С великим изумлением должен сообщить вам, что этой кантаты я никогда не писал. Я оставлю её в своём распоряжении, чтобы узнать, кто отправил вам такую халтуру, и выяснить, кто этот негодник, злоупотребивший моим именем».